# V++青春期生理研究社
《V++青春期生理研究社》是中国小说家席未来写的轻小说，为国内首部青春期生理健康题材的轻小说，在《天漫轻小说》连载。而作者席未来曾于《新蕾》、《花溪》、《南风》、《花火》等杂志发表过作品。插画为于小发。

## 其他
第一卷于2012年8月20日上市。

第二卷于11月20日上市。